# Solano Cassamajor
Solano Cassamajor (21 november 1995) is een Belgisch acrogymnast. 

## Levensloop
Op de eerste editie van de Europese Spelen behaalde hij samen met Yana Vastavel drie zilveren medailles. Cassamajor woont in Willebroek.

## Palmares
2013
- Europees kampioenschap (junioren) gemengd duo samen met Yana Vastavel

2014
- 4e wereldkampioenschap gemengd duo samen met Yana Vastavel

2015
- Europese Spelen - allround gemengd duo (86.180 punten)
- Europese Spelen - balanscompetitie gemengd duo (28.930 punten)
- Europese Spelen - tempocompetitie gemengd duo